# Jerry Bingham
Jerry Bingham, né le 25 juin 1953 est un auteur américain de bande dessinée.

## Biographie
Jerry Bingham naît le 25 juin 1953. Après ses études en art, il commence à travailler pour divers éditeur (DC Comics,Marvel Comics, etc.) En 1983, il publie l'adaptation de Beowulf qui est honoré de la récompense meilleur album de l'année aux Kirby Awards, l'année suivante. En 1987, il dessine Batman dans l'album Le fils du Démon sur un scenario de Mike W. Barr. Chez Marvel, il dessine Ony Overlord sur un scénario de Moebius. Dans les années 1990, il quitte le monde de la bande dessinée pour travailler dans la production de films, le design de parcs d'attraction pour Disney et des centres commerciaux sur la côte ouest.

## Prix et récompenses
- 1985 : Prix Harvey du meilleur album pour Beowulf